# Mondercange
Mondercange (in lussemburghese: Monnerech; in tedesco: Monnerich) è un comune del Lussemburgo meridionale. Fa parte del cantone di Esch-sur-Alzette, nel distretto di Lussemburgo.
Nel 2001, la città di Modercange, capoluogo del comune che si trova nella parte occidentale del suo territorio, aveva una popolazione di 3 179 abitanti. Le altre località che fanno capo al comune sono Bergem, Foetz e Pontpierre

## Sport
A Mondercange ha sede la Fédération Luxerbourgeoise de Football (FLF), l'organizzazione che governa il mondo del calcio nel Paese. La squadra di calcio del paese, F.C. Mondercange, ha partecipato per otto stagioni alla Division Nationale, massimo livello del campionato lussemburghese di calcio, e ha partecipato anche a un'edizione della Coppa UEFA. A ospitare le partite della squadra è lo stadio comunale.